# Национальный апелляционный суд Исландии
Национальный апелляционный суд Исландии (исл. Landsréttur Íslands, [ˈlantsˌrjɛhtʏrˈistlans]) — апелляционный суд Исландии с правом пересматривать, изменять и отменять решения по всем делам исландских окружных судов. Суд был учрежден Законом о судах от 2016 года и начал свою работу 1 января 2018 года.

## История
До 1919 года в Исландии действовала трёхуровневая судебная система — окружные суды как первая инстанция, Высший национальный суд Исландии как апелляционная инстанция и Верховный суд Дании как высшая инстанция. После того, как Высший национальный суд был упразднен, в Исландии начала действовать двухуровневая судебная система — окружные суды как первая инстанция и Верховный суд Исландии как высшая инстанция.
В 2008 году комитет Альтинга по вопросам юстиции высказал мнение, что эта система прямо нарушает Европейскую конвенцию о правах человека и предложил вернуть Высший национальный суд Исландии, как суд второй или апелляционной инстанции. Это предложение мотивировалось тем, что Верховный суд Исландии, будучи по закону высшей инстанцией для всех исландских судов, фактически является всего лишь кассационной инстанцией, так как непосредственно исследует доказательства лишь в исключительных случаях, а признавая решения суда первой инстанции незаконным, отменяет его и направляет дело на новое рассмотрение в тот же суд первой инстанций. Основная причина нежелания судей верховного суда непосредственно исследовать доказательства заключалась в том, что хоть это разрешено законом, но противоречило исландским судебным традициям и было сочтено слишком обременительным из-за для и так перегруженного делами Верховного суда Исландии. По мнению депутатов, с учреждением новой судебной инстанции работа Верховного суда изменится, и он будет заниматься исключительно рассмотрением кассационных жалоб, вопросами конституционными характера и особо важными делами, в том числе теми, которые касаются государственных интересов.
Спустя десять лет обсуждений, Альтинг принял решение по этому делу и Законом о судах от 7 июня 2016 года ввел в Исландии с 1 января 2018 года новый уровень судебной системы, заменив тем самым прежнюю двухуровневую судебной систему трехуровневой. Новой судебной инстанцией стал Национальный апелляционный суд (исл. Landsréttur, дословно — «Национальный суд»), представляющий собой суд второй инстанции, расположенный между окружными судами и Верховным судом Исландии. Создание Национального апелляционного суда является самой крупной реформой исландской системы правосудия за последнее столетие.

## Структура и состав
Национальный апелляционный суд состоит из пятнадцати судей, выбранных квалификационной судейской комиссией и назначенных министром юстиции Исландии для утверждения Президентом Исландии. В случаях, когда министр желает внести изменения в выбор судейского комитета, Исландский Альтинг должен одобрить указанные изменения простым большинством голосов.
Все решения исландских окружных судов могут быть обжалованы в Национальном апелляционном суде, и его решения в большинстве случаев являются окончательными. В особых случаях и с разрешения Верховного суда Исландии решения Национального апелляционного суда могут быть обжалованы в Верховном суде Исландии.
В судебных разбирательствах по делу участвуют три судьи Национального апелляционного суда, за исключением случаев, предусмотренных Гражданским процессуальным кодексом и Уголовно-процессуальным кодексом Исландии.
Резиденция суда расположена в столичном регионе, в здании на ул. Вестюрвёр 2 в Коупавогюре, но его юрисдикция распространяется на всю страну. Председателем суда является Хервёр Торвальдсдоуттир (исл. Hervör Þorvaldsdóttir).

## Законодательство
Состав Национального апелляционного суда Исландии устанавливается основан на Законе Исландии о судах от 7 июня 2016 года.
Порядок принятия апелляции и ход разбирательства в Национальном апелляционном суде регулируются Гражданским процессуальным кодексом Исландии и Уголовно-процессуальным кодексом Исландии, а также следующими постановлениями:
- Об апелляционных материалах по гражданским делам.[8]
- О материалах по гражданских делах.[9]
- О материалах по уголовных делах.[10]
- О правах адвокатов при рассмотрении дела в Национальном апелляционном суде.[11]
- О страховании судебных издержек.[12]
- Об устных показаниях и воспроизведении записей при рассмотрении уголовных дел в Национальном апелляционном суде.[13]
- О принципах подачи жалоб и апелляций в Национальный апелляционный суд.[14]
- О публикации приговоров и определений на сайтах судов.[15]